# Repubblica Socialista Sovietica Autonoma di Cecenia-Inguscezia
La Repubblica Socialista Sovietica Autonoma di Cecenia-Inguscezia, o RSSA Ceceno-Inguscia era una repubblica autonoma all'interno della RSFS Russa. La sua capitale era Grozny.
Al censimento del 1979, il suo territorio era di 19.300 km² e popolazione di 1,155,805 (611.405 ceceni, 134.744 ingusci, i restanti russi e altri gruppi etnici.

## Storia

### Impero russo
Nel 1810, l'Inguscezia storica si unì volontariamente alla Russia imperiale e nel 1859 anche la Cecenia storica fu annessa alla Russia, durante la lunga guerra caucasica del 1817-1864.

### Periodo sovietico
Dopo la rivoluzione russa del 1917, il 20 gennaio 1921, la Cecenia e l'Inguscezia si unirono alla Repubblica Socialista Sovietica Autonoma delle Montagne. La spartizione della RSSA delle Montagne iniziò poco dopo la sua formazione e il suo distretto ceceno fu separato il 30 novembre 1922 come Oblast' autonoma cecena. Il 7 luglio 1924, i resti della RSSA delle Montagne furono divisi in Oblast' autonoma dell'Ossezia Settentrionale e Oblast' autonoma inguscia. Il 15 gennaio 1934, le oblast' autonome cecena e inguscia furono unite nell'oblast' autonoma ceceno-inguscia, la quale il 5 dicembre 1936 fu elevata a quella di RSSA (RSSA ceceno-inguscia).

### Seconda guerra mondiale
Durante la seconda guerra mondiale, nel 1942-1943, la repubblica fu in parte occupata dalla Germania nazista mentre 40.000 ceceni combattevano nell'Armata Rossa. Il 7 marzo 1944, per ordine di Iosif Stalin, la repubblica fu sciolta e la sua popolazione deportata con la forza sotto l'accusa di collaborazionismo con le potenze dell'Asse e di separatismo. Il territorio della RSSA era diviso tra il Territorio di Stavropol' (dove si formò l'Okrug di Grozny), la RSSA del Daghestan, la RSSA dell'Ossezia Settentrionale e la RSS Georgiana dove il territorio addizionale era noto come Distretto di Akhalkhevi fino al 1957.

### Periodo del dopoguerra
Il 9 gennaio 1957 la repubblica fu restaurata da Nikita Chruščëv.

### Il crollo della Ceceno-Inguscezia
Il 27 novembre 1990, il Soviet Supremo della Repubblica Socialista Sovietica Autonoma ceceno-inguscia adottò una dichiarazione sulla sovranità statale della Repubblica ceceno-inguscia, e il 24 maggio 1991, secondo le modifiche all'art. 71 della Costituzione della RSFS Russa, la repubblica autonoma iniziò a chiamarsi RSS ceceno-inguscia. Questa decisione prima del crollo dell'URSS (dicembre 1991) non era coerente con l'art. 85 della Costituzione dell'URSS, che manteneva il nome di RSSA ceceno-inguscia.
L'8 giugno 1991, su iniziativa di Džochar Dudaev, una parte dei delegati del Primo Congresso Nazionale Ceceno si riunì a Groznyj, e si autoproclamò Congresso Nazionale del Popolo Ceceno (abbreviato in OKChN). In seguito, fu proclamata la Repubblica Cecena (Noxçiyçö), e i capi del Soviet Supremo della repubblica furono dichiarati "usurpatori".
Gli eventi del 19-21 agosto 1991 a Mosca divennero il catalizzatore di un'esplosione socio-politica in Ceceno-Inguscezia. L'organizzatore e leader del movimento di massa era il Comitato Esecutivo dell'OKChN guidato da Džochar Dudaev. Dopo il fallimento del GKChP, il Comitato Esecutivo dell'OKChN e le organizzazioni dell'ala nazional-radicale si fecero avanti con una richiesta per le dimissioni del Soviet supremo della RSSA ceceno-inguscia e lo svolgimento di nuove elezioni. L'1-2 settembre, la 3ª sessione dell'OKChN dichiarò "deposto" il Soviet Supremo della Repubblica Autonoma e trasferì tutto il potere nella parte cecena della repubblica al Comitato Esecutivo dell'OKChN.
Il 6 settembre 1991 Dudaev annunciò lo scioglimento delle strutture di potere repubblicane. I sostenitori armati dell'OKChN occuparono l'edificio del centro televisivo e la Casa della Radio, presero d'assalto la Casa dell'Educazione politica, dove si teneva la riunione del Consiglio Supremo. In questo giorno, il Soviet Supremo si riunì in piena forza, i capi dei consigli locali, il clero e i capi delle imprese furono invitati per consultazioni. Dudayev e altri leader dell'OKChN decisero di prendere d'assalto l'edificio. Più di 40 deputati del parlamento ceceno-inguscio furono picchiati e il presidente del consiglio comunale di Groznyj, Vitalij Kucenko, fu buttato fuori dalla finestra dai separatisti per poi finire in ospedale. Doku Zavgaev si dimise dalla carica di presidente del Consiglio supremo della Ceceno-Inguscezia sotto la pressione dei manifestanti.
Il 15 settembre arrivò a Groznyj il presidente del Soviet supremo della RSFSR Ruslan Chasbulatov, Sotto la sua guida in assenza del quorum si tenne l'ultima sessione del Soviet Supremo della repubblica, durante la quale i deputati decisero di sciogliere il parlamento. A seguito dei negoziati tra Chasbulatov e i leader del Comitato Esecutivo dell'OKChN come autorità temporanea per il periodo prima delle elezioni (previste per il 17 novembre), il Consiglio supremo provvisorio della RSSA ceceno-inguscia era formato da 32 deputati, ridotti a 13 deputati, poi fino a 9. Chusejn Achmadov, alleato di Dudaev, fu eletto presidente del Consiglio supremo provvisorio della Cecenia-Inguscezia. L'assistente di Chasbulatov Jurij Černyj divenne il vicepresidente del Consiglio.
All'inizio di ottobre 1991, nell'Alto Consiglio provvisorio sorse un conflitto tra i sostenitori dell'OKChN (4 membri, guidati da Chusejn Achmadov) e i suoi oppositori (5 membri, guidati da Jurij Černyj). Achmadov, a nome dell'intero Consiglio, emise una serie di leggi e decreti che creò la base giuridica per le attività del Comitato Esecutivo dell'OKChN come autorità suprema, e il 1º ottobre venne annunciata la divisione della Repubblica ceceno-inguscia in una Repubblica Cecena indipendente (Noxçiyçö) e la Repubblica Autonoma Inguscia all'interno della RSFSR.
Il 5 ottobre, 7 su 9 membri del Consiglio supremo provvisorio presero una decisione sulle dimissioni di Akhmedov e sull'abolizione degli atti illegali. Lo stesso giorno, la Guardia Nazionale del Comitato Esecutivo dell'OKChN sequestrò l'edificio della Camera dei sindacati, in cui sedeva il Consiglio, e sequestrò anche l'edificio del KGB della RSSA ceceno-inguscia. Il 6 ottobre il Comitato Esecutivo dell'OKChN annunciò lo scioglimento del Consiglio Supremo Provvisorio "per attività sovversive e provocatorie". Il Consiglio non rispettò questa decisione e il giorno successivo decise di riprendere l'attività a pieno regime (32 deputati). L'avvocato Badruddin Bakhmadov fu eletto nuovo presidente.
L'8 ottobre, il Presidium del Soviet Supremo della RSFSR dichiarò il Soviet Supremo provvisorio l'unico organo legittimo del potere statale sul territorio della Ceceno-Inguscezia fino all'elezione di una nuova composizione del Soviet Supremo della repubblica.
Il 27 ottobre 1991, sotto il controllo dei sostenitori dell'OKChN nella parte cecena della repubblica, si tennero le elezioni presidenziali e parlamentari per la Repubblica cecena (Noxçiyçö). Džochar Dudaev fu eletto presidente dell'autoproclamata repubblica. I risultati delle elezioni non furono riconosciuti dal Consiglio dei ministri della Ceceno-Inguscezia, dai capi delle imprese e dei dipartimenti, dai capi di alcune regioni della repubblica autonoma. Il 2 novembre 1991, dal Congresso dei Deputati del Popolo della RSFSR, queste elezioni furono dichiarate illegali. Le strutture del potere legittimo rimasero per diversi mesi dopo il colpo di stato di Dudaev di settembre. Pertanto, il Ministero dell'Interno e il KGB della Ceceno-Inguscezia furono aboliti solo alla fine del 1991.
Il 7 novembre il presidente della RSFS Russa Boris El'cin emise un decreto che dichiarava lo stato di emergenza nel territorio della Ceceno-Inguscezia. Tuttavia, le misure pratiche per implementarlo fallirono. Due aerei con forze speciali che atterrarono all'aeroporto di Khankala furono bloccati dai separatisti ceceni. I leader dei partiti e dei movimenti anti-Dudayev si schierarono dalla parte dei separatisti ceceni. Il Consiglio supremo provvisorio della Cecenia-Inguscezia e la sua milizia si disintegrarono nei primi giorni della crisi.
L'8 novembre le guardie cecene bloccarono gli edifici del ministero degli Affari interni e del KGB, nonché i campi militari. Nel blocco furono utilizzati civili e camion cisterna.
L'11 novembre, il Soviet Supremo della RSFSR rifiutò di approvare il decreto del presidente El'cin sull'introduzione dello stato di emergenza in Ceceno-Inguscezia.
Il 30 novembre - 1º dicembre 1991 in tre regioni ingusce della Ceceno-Inguscezia - Malgobek, Nazran e Sunženskij - si tenne un referendum sulla creazione della Repubblica inguscia all'interno della RSFSR. Al referendum partecipò il 75% della popolazione inguscia, con il 90% favorevole.
Come risultato della "rivoluzione cecena", la Ceceno-Inguscezia fu di fatto divisa nella Repubblica cecena di Ichkeria e Inguscezia, che rimase al di fuori della divisione territoriale-amministrativa.
Il 16 maggio 1992, secondo l'emendamento alla Costituzione della RSFSR, la RSS ceceno-inguscia de facto disintegrata ricevette il nome di Repubblica ceceno-inguscia.
Il 4 giugno 1992, il Soviet Supremo della Federazione Russa adottò la Legge sull'Educazione della Repubblica Inguscia. La creazione della repubblica venne sottoposta all'approvazione dell'autorità suprema della Russia: il Congresso dei deputati del popolo. Il 10 dicembre 1992, il Congresso dei Deputati del Popolo della Russia approvò la formazione della Repubblica Inguscia con la sua risoluzione e apportò un corrispondente emendamento alla Costituzione della RSFSR del 1978, che divideva ufficialmente la Repubblica Cecenia-Inguscia in Repubblica inguscia e Repubblica cecena. Tale emendamento fu pubblicato il 29 dicembre 1992 nella "Rossijskaja Gazeta" ed entrò in vigore il 9 gennaio 1993 dopo 10 giorni dalla data di pubblicazione ufficiale.

## Società

### Evoluzione demografica
Fonte: Servizio di statistica dello Stato federale russo
|      | Nascite | Decessi | Tasso di natalità | Tasso di mortalità |
| ---- | ------- | ------- | ----------------- | ------------------ |
| 1970 | 22.651  | 6.075   | 21.2              | 5.7                |
| 1975 | 22.783  | 6.469   | 20.4              | 5.8                |
| 1980 | 24.291  | 7.711   | 20.7              | 6.6                |
| 1985 | 30.745  | 10.170  | 25.0              | 8.3                |
| 1990 | 31.993  | 11.039  | 28.2              | 9.7                |
| 1991 | 31.498  | 11.081  | 26.3              | 9.2                |
| 1992 | 28.875  | 10.666  | 23.1              | 8.5                |

### Etnie e minoranze straniere
|         | Censimento 1926 1 | Censimento del 1939 | Censimento 1959 | Censimento 1970 | Censimento 1979 | Censimento 1989 | Censimento 2002 1 |
| ------- | ----------------- | ------------------- | --------------- | --------------- | --------------- | --------------- | ----------------- |
| Ceceni  | 295.762 (61,4%)   | 368.446 (52,9%)     | 243.974 (34,3%) | 508.898 (47,8%) | 611.405 (52,9%) | 734.501 (57,8%) | 1.127.050 (71,7%) |
| Ingusci | 70.084 (14,5%)    | 83.798 (12,0%)      | 48.273 (6,8%)   | 113.675 (10,7%) | 134.744 (11,7%) | 163.762 (12,9%) | 363.971 (23,2%)   |
| Russi   | 78.196 (16,2%)    | 201.010 (28,8%)     | 348.343 (49,0%) | 366.959 (34,5%) | 336.044 (29,1%) | 293.771 (23,1%) | 46.204 (2,9%)     |
| Altri   | 38.038 (7,9%)     | 43.761 (6,3%)       | 69.834 (9,8%)   | 74.939 (7,0%)   | 73.612 (6,4%)   | 78.395 (6,2%)   | 33.755 (2,1%)     |

1. Risultati combinati di Cecenia e Inguscezia

### Esplicative
1. ↑  In ceceno: Нохч-ГӀалгӀайн Автономнин Советски Социалистически Республика, translit. Noxç-Ġalġayn Avtonomnin Sovetski Socialistiçeski Respublika; in inguscio: Нохч-ГӀалгӀай Автономе Советий Социализма Республика, translit. Noxç-Ġalġay Avtonome Sovetiy Socializma Respublik
2. ↑  In russo: Чече́но-Ингу́шская Автономная Советская Социалистическая Республика, translit. Checheno-Ingushskaya Avtonomnaya Sovetskaya Sotsialisticheskaya Respublika

### Bibliografiche
1. ↑  (RU) Всесоюзная перепись населения 1979 г. Национальный состав населения по регионам России" [All Union Population Census of 1979. Ethnic composition of the population by regions of Russia.]. Demoscope Weekly (website of the Institute of Demographics of the State University—Higher School of Economics), 1979.
2. ↑   Н. П. ИнфоРост, Указ Президиума Верховного Совета СССР. О ликвидации Чечено-Ингушской АССР и об административном устройстве ее территории. Москва, Кремль. 7 марта 1944 г., su docs.historyrussia.org. URL consultato il 10 gennaio 2022.
3. ↑  The Geography of Georgia: Problems and Perspectives Bondyrev, Davitashvili & Singh, p. 25.
4. ↑   Н. П. ИнфоРост, Указ Президиума Верховного Совета СССР. О восстановлении Чечено-Ингушской АССР в составе РСФСР. 9 января 1957 г., su docs.historyrussia.org. URL consultato il 10 gennaio 2022.
5. ↑  (RU) Декларация о суверенитете Чечено-ингушской республики, su Чеченское национальное право (Чеченское государство). URL consultato il 10 gennaio 2022.
6. ↑   Закон РСФСР от 24 мая 1991 г. "Об изменениях и дополнениях Конституции (Основного Закона) РСФСР", su constitution.garant.ru. URL consultato il 10 gennaio 2022.
7. ↑   Конституция СССР в редакции от 26 декабря 1990 г., su constitution.garant.ru. URL consultato il 10 gennaio 2022.
8. 1 2 3 4 5 6 7 8 9 10 11 12 13 14 15   IGPI.RU :: Политический мониторинг :: Выпуски политического мониторинга :: Чеченская республика Ичкерия. Общий обзор., su igpi.ru. URL consultato il 10 gennaio 2022.
9. 1 2 3 4 5 6 7  (RU) Десять дней, которые отменили мир - В 1991 году усмирить Чечню можно было силами спецназа, su versia.ru. URL consultato il 10 gennaio 2022.
10. ↑  (RU) Газета Барт июнь 1991 номер 10 — Решение ОКЧН, su Чеченское национальное право (Чеченское государство). URL consultato il 10 gennaio 2022.
11. ↑   Чеченская Республика Нохчи-чо, su knowbysight.info. URL consultato il 10 gennaio 2022.
12. ↑  (RU) Чечено-Ингушетия: кунаки Ельцина взяли власть, su kommersant.ru, 9 settembre 1991. URL consultato il 10 gennaio 2022.
13. ↑  Комиссия Говорухина. — С. 18. — М. : Издательство "Лавента", 1995. — 176 с.
14. ↑  (RU) Чечено-Ингушетия провозгласила независимость от России и Союза, su kommersant.ru, 14 ottobre 1991. URL consultato il 10 gennaio 2022.
15. ↑   Постановление Президиума Верховного Совета РСФСР от 08.10.1991 № 1723-I - Сейчас.ру, su lawmix.ru. URL consultato il 10 gennaio 2022.
16. ↑  (RU) Выборы в Чеченской республике, su kommersant.ru, 4 novembre 1991. URL consultato il 10 gennaio 2022.
17. ↑   О признании незаконными выборов, проведенных 27 октября 1991 года в Чечено-Ингушской Республике от 02 ноября 1991 - docs.cntd.ru, su docs.cntd.ru. URL consultato il 10 gennaio 2022.
18. 1 2  (RU) Редакция Правда.Ру, Десять лет назад был разогнан Верховный Совет Чечни. Джохар Дудаев воспользовался Бездействием российской власти., su Правда.Ру, 6 settembre 2001. URL consultato il 10 gennaio 2022.
19. ↑  (RU) Указ Президента РСФСР от 07.11.1991 г. № 178, su Президент России. URL consultato il 10 gennaio 2022.
20. 1 2 3   РОССИЯ-ЧЕЧНЯ: цепь ошибок и преступлений, su web.archive.org. URL consultato il 10 gennaio 2022.
21. ↑   Об Указе Президента РСФСР от 7 ноября 1991 г. "О введении чрезвычайного положения в Чечено-Ингушской Республике" от 11 ноября 1991 - docs.cntd.ru, su docs.cntd.ru. URL consultato il 10 gennaio 2022.
22. ↑   Закон РФ от 21 апреля 1992 г. N 2708-I "Об изменениях и дополнениях Конституции (Основного Закона) Российской Советской Федеративной Социалистической Республики", su constitution.garant.ru. URL consultato il 10 gennaio 2022.
23. ↑   Об образовании Ингушской Республики в составе Российской Федерации от 04 июня 1992 - docs.cntd.ru, su docs.cntd.ru. URL consultato il 10 gennaio 2022.
24. ↑   О порядке введения в действие Закона Российской Федерации "Об образовании Ингушской Республики в составе Российской Федерации" от 04 июня 1992 - docs.cntd.ru, su docs.cntd.ru. URL consultato il 10 gennaio 2022.
25. ↑   Постановление Съезда народных депутатов РФ от 10.12.1992 N 4070-I "О Законе Российской Федерации "Об образовании Ингушской Республики в составе Российской Федерации" | ГАРАНТ, su base.garant.ru. URL consultato il 10 gennaio 2022.
26. ↑   Закон РФ от 10 декабря 1992 г. N 4071-I "О внесении изменений в статью 71 Конституции (Основного Закона) Российской Федерации - России", su constitution.garant.ru. URL consultato il 10 gennaio 2022.
27. ↑   Законы РСФСР/РФ 1990—1993 и поправки к ним до весны 1995, su politika.su. URL consultato il 10 gennaio 2022.